# Wiesent (Gemeinde)

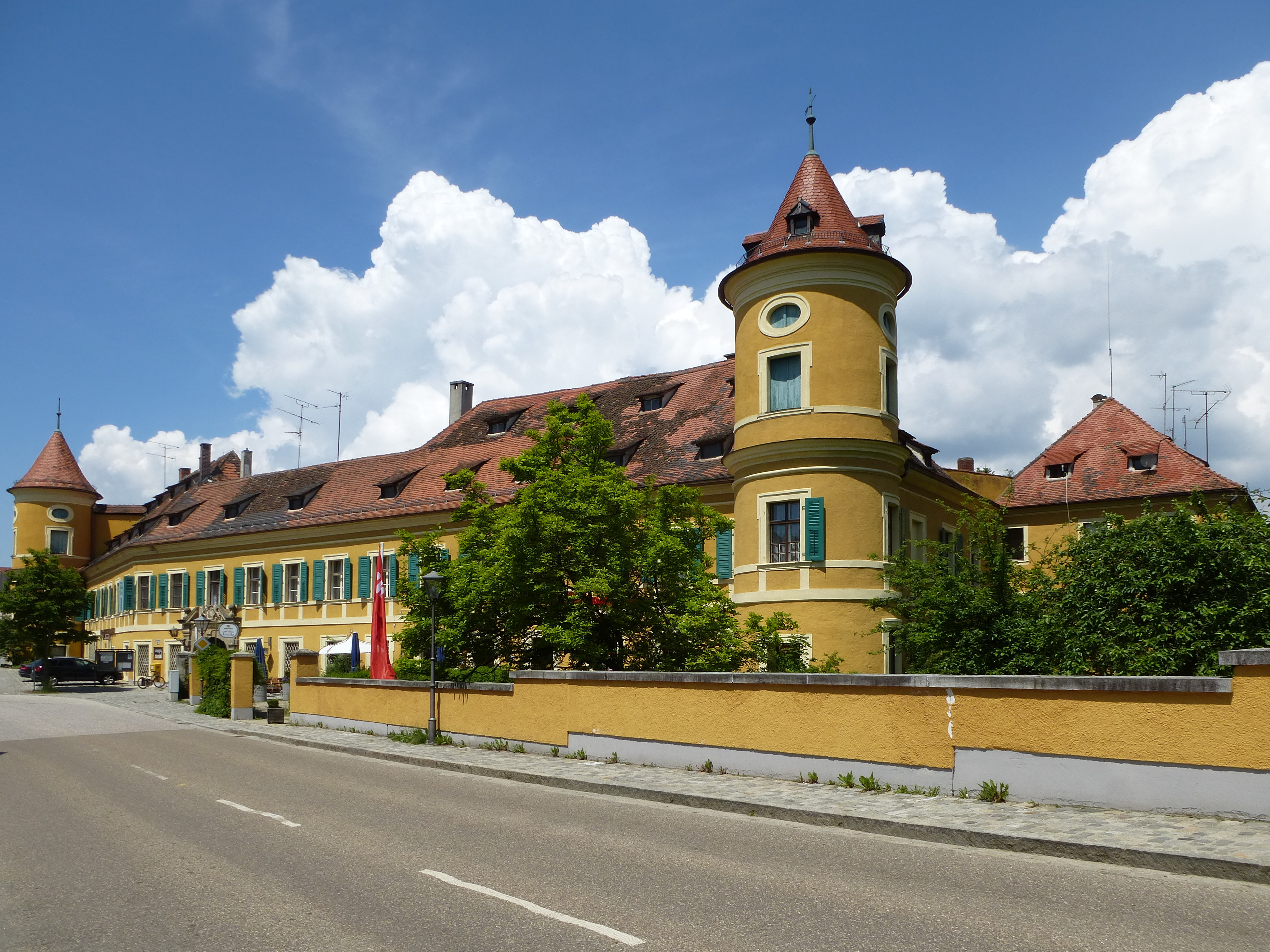
Schloss Wiesent

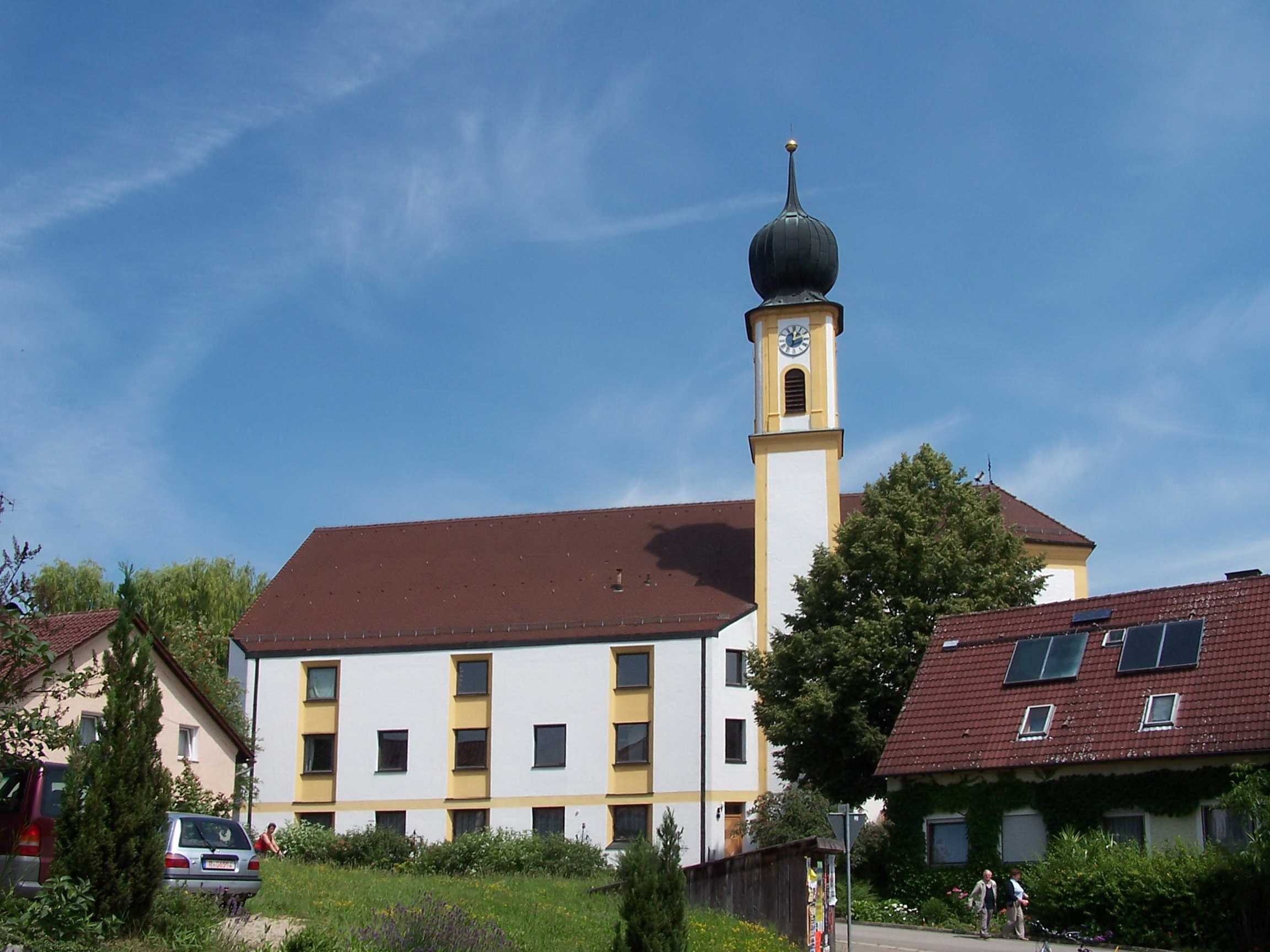
Pfarrkirche Wiesent

Wiesent (bairisch: Wiesnd) ist ein Kirchdorf und eine Gemeinde im Oberpfälzer Landkreis Regensburg in Bayern (Ostbayern).

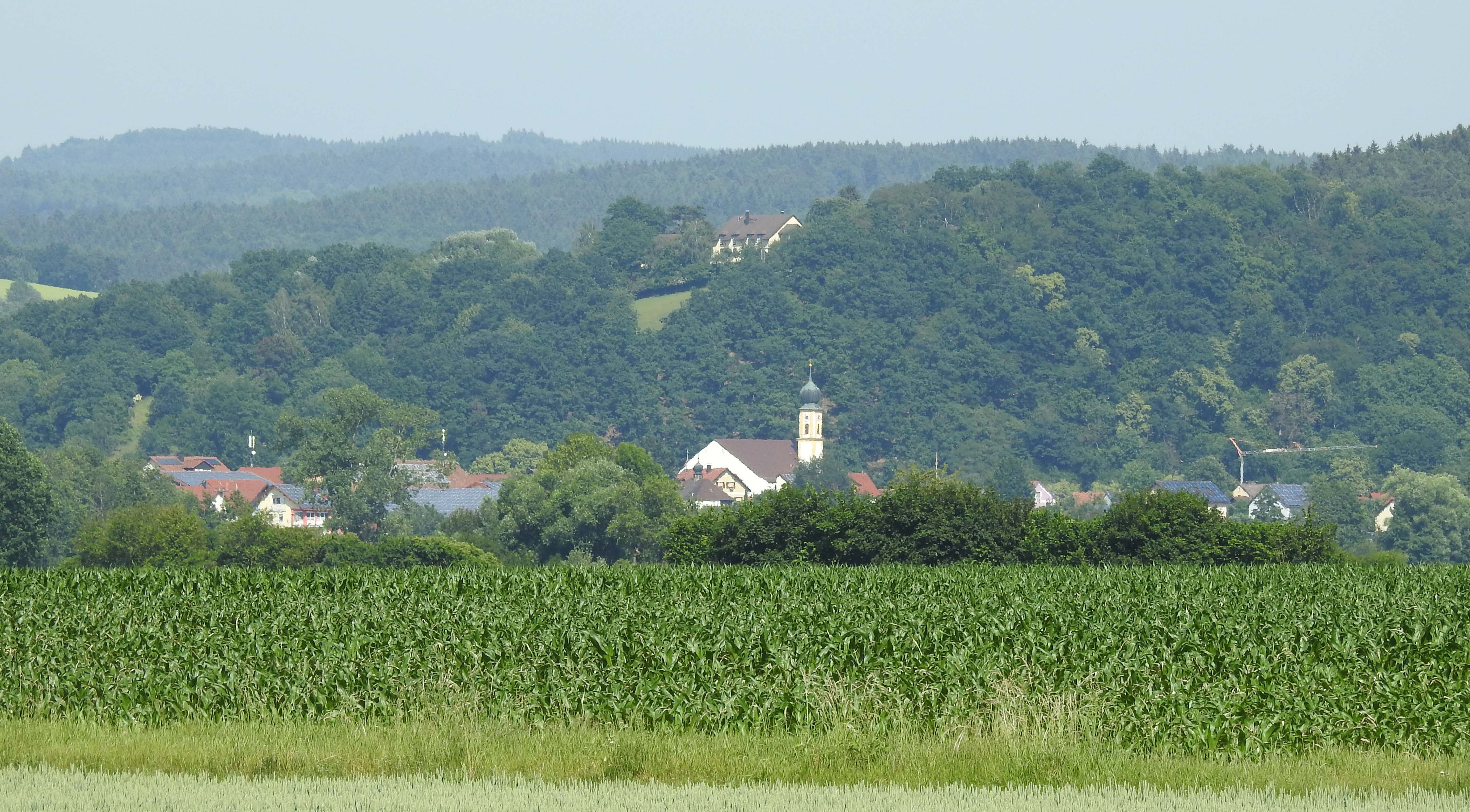
Wiesent von Westen

Das Dorf liegt am Fuß des Hermannsberges und war bereits um die Zeit Karls des Großen ein Adelssitz.

## Geografie

### Geografische Lage
Die Gemeinde liegt etwa 20 Kilometer östlich von Regensburg an den Ausläufern des Bayerischen Waldes. Der Ort Wiesent wird von der Wiesent, hier auch Höllbach genannt, durchflossen, die fünf Kilometer weiter östlich in die Donau mündet. Das Dorf liegt etwa drei Kilometer von der Donau und einen Kilometer von der nächstgelegenen Stadt Wörth an der Donau entfernt.

### Bevölkerung
Der einwohnerstärkste Gemeindeteil der Gemeinde ist Wiesent mit 1998 Einwohnern, gefolgt von: Kruckenberg 213 Einwohner, Ettersdorf 197 Einwohner, Dietersweg 53 Einwohner sowie Rupertsbühl und Petersberg mit jeweils 35 Einwohnern. (Angaben der Gemeindeverwaltung, Stand: 31. Dezember 2010)

### Nachbargemeinden
Wiesent grenzt im Süden und Osten an die Stadt Wörth an der Donau, im Nordosten an die Gemeinde Rettenbach im Landkreis Cham, im Westen an die Gemeinde Bach an der Donau und im Norden an die Gemeinde Brennberg.

### Gemeindegliederung

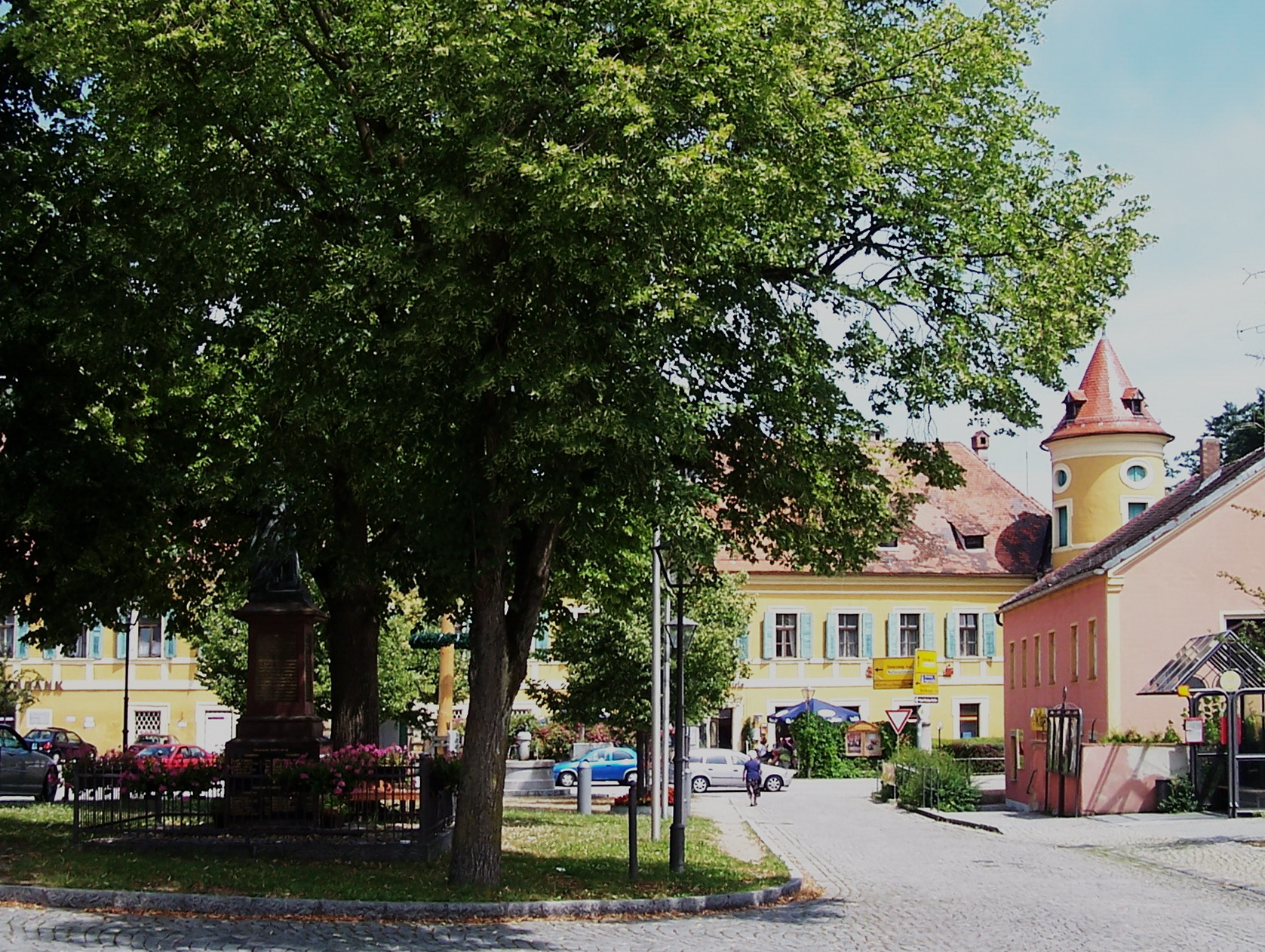
Dorfplatz Wiesent

Es gibt 25 Gemeindeteile (in Klammern ist der Siedlungstyp angegeben):
- Dietersweg (Dorf)
- Eckenzell (Einöde)
- Eidenzell (Einöde)
- Ettersdorf (Dorf)
- Grafenöd (Weiler)
- Heilsberg (Einöde)
- Hermannsberg (Einöde)
- Hermannsöd (Einöde)
- Höhenberg (Einöde)
- Kirnberg (Einöde)
- Kruckenberg (Dorf)
- Lehmhof (Einöde)
- Mitterroith (Einöde)
- Neuhaus (Einöde)
- Neumühle (Einöde)
- Oberroith (Einöde)
- Pangerlhof (Einöde)
- Petersberg (Weiler)
- Ponhof (Einöde)
- Rupertsbühl (Weiler)
- Sandweg (Einöde)
- Siegelseige (Weiler)
- Waffenschmiede (Dorf)
- Wiedenrös (Weiler)
- Wiesent (Pfarrdorf)

## Geschichte

### Ortsname
Der Ortsname dürfte germanischen oder keltischen Ursprungs sein.
Im Laufe der Jahrhunderte veränderte sich dieser Name: Wisint/Wysunt (780) → Wysenndt → Wisent (1433) → Wissent (1666) → Wiesendt (1700) → Wiesent.

### Vor- und Frühgeschichte
Um Wiesent sind vor- und frühgeschichtliche Fundstellen gesichert. Vor ca. 60.000 Jahren, am Anfang der letzten Eiszeit, dürften sich erste Menschen in dieser Gegend aufgehalten haben. Aus dieser Zeit wurden Steinwerkzeuge der Neandertaler gefunden. Auch vom Ende der Altsteinzeit sind Spuren gesichert. Im Gemeindeteil Rupertsbühl fand man ein Steinbeil aus der Zeit um 4000 v. Chr.

### Mittelalter
Erstmals wurde Wiesent im Jahr 780 erwähnt. Ein Ritter „Hito von Wisint“ schenkte seinerzeit dem Kloster Niederaltaich 36 Tagewerk Grund bei dem Weiler Wysunte. 1133 wird ein bischöflicher Dienstmann Ulrich von Wysenndt in einer Urkunde erwähnt. Der Ort gehörte damals zur Pfarrei Wörth und 1433 bestand bereits eine Kirche. Wiesent war Sitz einer eigenen Herrschaft mit besonderer Gerichtsbarkeit, die seit 1505 zum Fürstentum Pfalz-Neuburg gehörte. In der Zeit der Reformation und im Dreißigjährigen Krieg wurde unter Pfalzgraf Otto 1544 Wiesent lutherisch. Im Jahr 1570 wird erstmals eine Schule erwähnt. Der Ortsteil Dietersweg wird 1422 in einem Lehenbuch genannt.

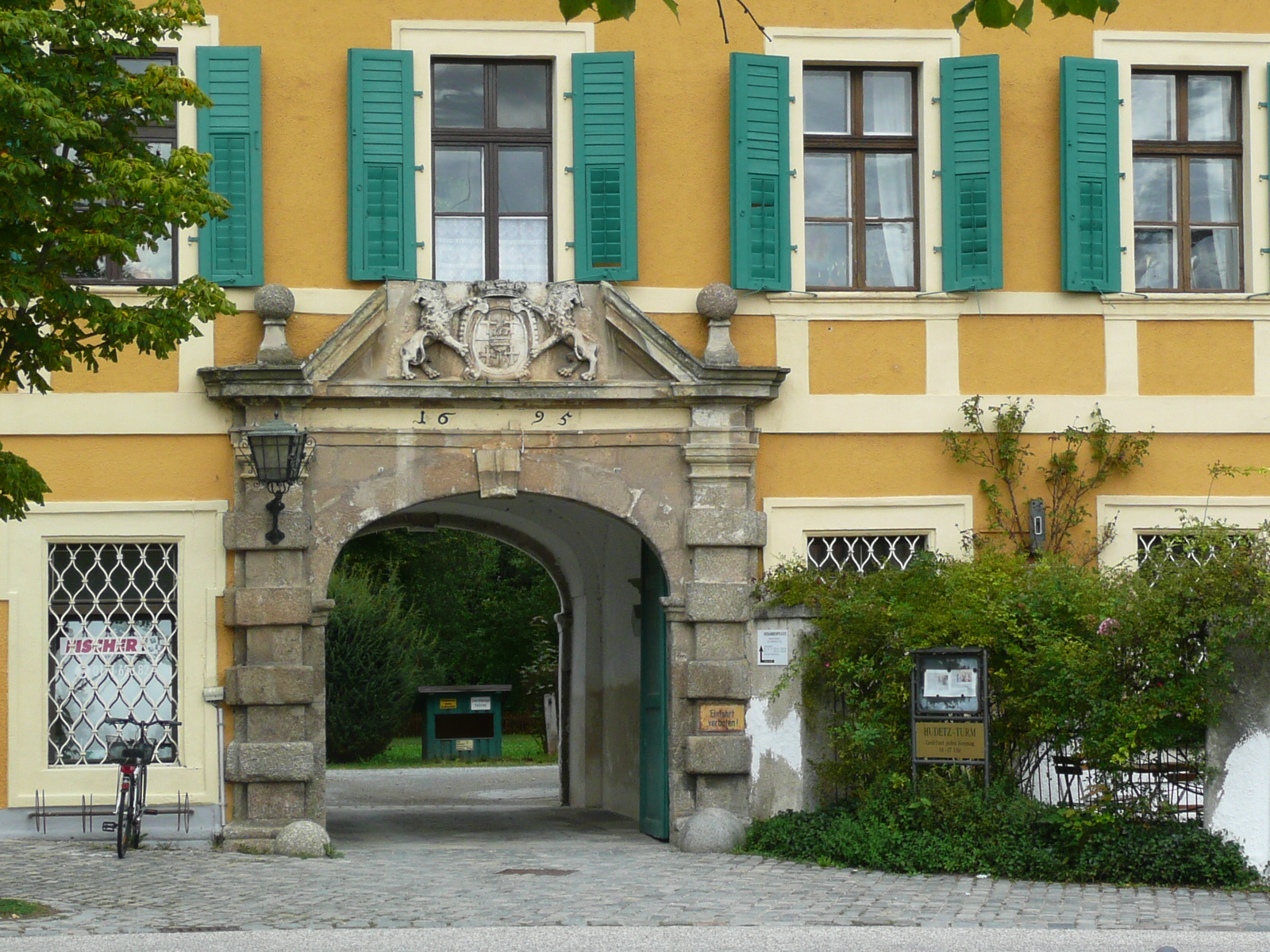
Hauptportal Schloss Wiesent

1620 wird Wiesent zur eigenen Pfarrei erhoben. Um 1625 wird der Ort von der Pest getroffen und 1633 durch die Schweden gebrandschatzt. 1639 wird der Grundstein für den Neubau der abgebrannten Kirche gelegt sowie 1695 das Wiesenter Schloss von Thimon von Lintelo erbaut.
Einsiedelei
Am 6. November 1696 erhielt Thimon von Lintelo vom bischöflichen Ordinariat die Erlaubnis zur Errichtung einer Klause bei Wiesent. Erster Einsiedler war Frater Johann Andreas Sierach. Ihm folgten zahlreiche Einsiedler bis 1787, mit Fr. Onuphrius und Fr. Johann Nadler, die letzten die Klause besetzten. Noch heute erinnern die „Einsiedlerbrücke“ sowie das angrenzende Grundstück „Einsiedlerwiese“ auf dem Weg nach Dietersweg an die Einsiedelei.

### Neuzeit
1707 erfolgt der Abbruch der baufälligen alten Kirche und der Neubau einer neuen Pfarrkirche. Am 23. April 1801 wird diese durch ein Feuer zerstört und war erst nach 18 Jahren wieder aufgebaut. Wiesent gehörte ab 1505 zum Landgericht Burglengenfeld, später kam es zum Landgericht Regenstauf. In Wiesent bestand zudem ein Patrimonialgerichte I. Klasse. Dieses wurde zeitweise vom Patrimonialgericht I. Klasse (Herrschaftsgericht) in Schönberg der Fürsten von Thurn und Taxis aus verwaltet. Diese letzten Reste der Adelsherrschaft wurden in der Revolution 1848 aufgehoben. 1836 kam Wiesent verwaltungstechnisch zum Landgericht Stadtamhof und 1848 zum Landgericht Wörth. Seit 1862, der Errichtung der Bezirksämter, gehört es zum Bezirksamt Regensburg, entsprechend dem jetzigen Landkreis Regensburg. Im Jahr 1858 bemühte sich Wiesent um eine neue Schule, deren Standort die heutige Bahnhofstraße wurde. 1895 wurde das Kriegerdenkmal eingeweiht.

#### Altes Kunsthandwerk
In Wiesent war im 19. Jahrhundert Kunsthandwerk heimisch. Von etwa 1802 bis 1812 lebte hier Orgelbauer Ludwig Ehrlich und 1850 der Orgelmacher Johann Rödl. Beachtenswert sind die heute noch um die Pfarrkirche erhaltenen schmiedeeisernen Grabkreuze eines früheren Dorffriedhofs. Sie wurden durch das damals im Ort tätige Kunstschmiedehandwerk hergestellt.

#### Friedhof
1892 wurde ein neuer Friedhof errichtet und der bis dahin um die Kirche angelegte Friedhof aufgegeben.

#### Ehemalige Walhallabahn
Am 1. Mai 1903 bekam die Gemeinde durch die Verlängerung der Walhallabahn von Donaustauf nach Wörth eine Anbindung an das bayerische Eisenbahnnetz. Die Gesamtkosten der Bahnerweiterung betrugen 900.000 Reichsmark, die Gemeinde Wiesent steuerte 10.000 RM bei. Am 31. Dezember 1968 verließ der letzte Güterzug Richtung Regensburg den Bahnhof.

### 20. Jahrhundert
Nach dem Abbruch der Heilbergmühle 1912 wird die Wasserkraft zur Stromerzeugung genutzt, wodurch Wiesent eine Stromversorgung bekam. Im Jahr 1905 war der Ort bereits an das bayerische Telefonnetz angeschlossen worden. Am 3. August 1913 wurde ein Kirchenbauverein gegründet, der den Neubau und Umbau der Pfarrkirche vorantrieb und mit der Konsekration des Gotteshauses am 15. August 1973 endete.
Zeit von 1914 bis 1945
Wiesent litt wie alle Gemeinden unter der Last der beiden Weltkriege. Im Ersten Weltkrieg fielen 53 Männer aus dem Gemeindebereich. Von Bombardierungen und größeren Zwischenfällen blieb der Ort im Zweiten Weltkrieg verschont, und NSDAP-Ortsgruppenleiter Lehrer Muggenthaler verbrannte am Kriegsende 1945, zwei Tage vor Einmarsch der Amerikaner, alle Akten über das Dritte Reich von Wiesent. Während des Kriegs waren zahlreiche Wiesenter Bürger, die dem NS-Regime skeptisch gegenüberstanden und Widerstand leisteten, unterdrückt worden. Besonders zu leiden hatte der Pfarrer von Wiesent, Tiberius Burger, der vom damaligen Wörther Bürgermeister und Ortsgruppenleiter der NSDAP, Friedrich Horkheimer, 1940 angezeigt wurde, und einen langen Verhandlungskampf mit Berufungsmaßnahmen und die Angst vor Entzug der Unterrichtserlaubnis durchstehen musste. Der Wiesenter Bürgermeister Wolfgang Kehrer bildete dagegen eine Ausnahme. Er setzte seine Macht und seinen Spielraum ein, um unwürdige Befehle zu unterlaufen.
Nachkriegszeit und Moderne
Es dauerte einige Zeit, bis sich der Ort nach dem Krieg erholte. Im Jahr 1960 wurde der Neubau einer Schule begonnen, in der seit 1961/62 bis heute unterrichtet wird; die Schule wurde ab 1993 erweitert und generalsaniert. In den weiteren Jahren wurde 1975 ein neuer Kindergarten eingeweiht, 1981 ein neues Feuerwehrhaus bezogen und 1984 ein neues Schulsportbetriebsgebäude eröffnet. Im Rahmen des Städtebauförderprogramms wurde 1994 der Dorfplatz neu gestaltet. Ende des 20. Jahrhunderts wurden durch die Gemeinde Wiesent zahlreiche Neubaugebiete, wie Wiesent-Nord, Am Grubweg sowie Schmiedfeld geschaffen.

### 21. Jahrhundert

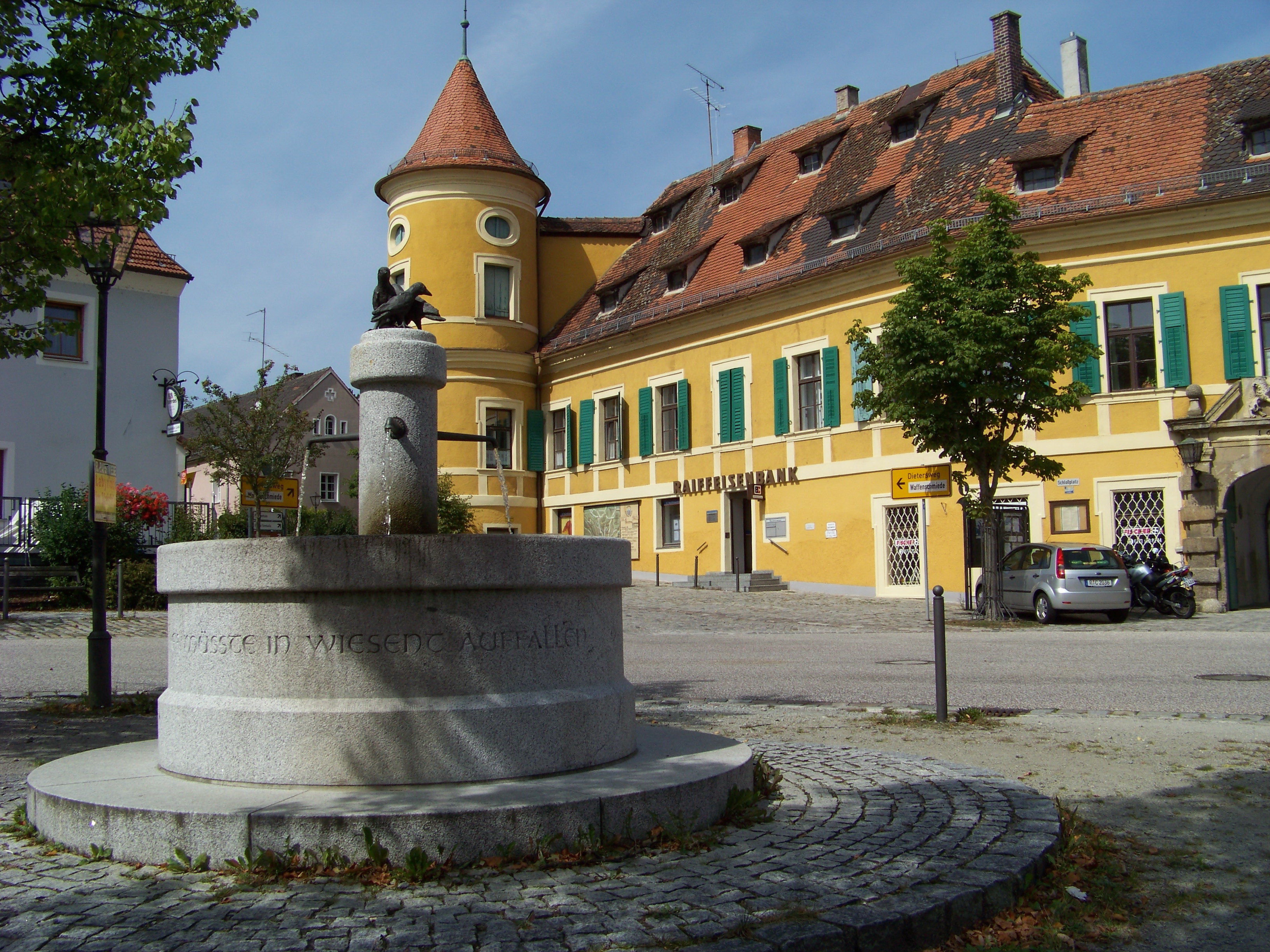
Dorfbrunnen – Hintergrund Schloss

In den vergangenen Jahren hat sich Wiesent weiter vergrößert, und es wurde in Infrastrukturprojekte investiert. Es entstanden weitere Neubaugebiete und die Gemeinde hat sich vor allem durch innovative Ideen, wie einem Ökopaket für Baugebiete, einer Energiebox für Mietshäuser, Kindergarten und Verwaltung sowie dem freiwilligen Schulzusammenschluss und der interkommunalen Zusammenarbeit mit der Nachbargemeinde Stadt Wörth weiter gut entwickelt. Wichtige Weichenstellungen der Gemeinde liegen derzeit bei Investitionen in regenerative, umweltfreundliche Energie, energiesparende Technik sowie in der Breitbandversorgung und Weiterentwicklung der Infrastruktur. Als eine der Ersten im Landkreis hat die Gemeinde ein Klimaschutzkonzept entwickelt.
Im Jahr 2008 wurde der Ort Wiesent zum Kreissieger für den Wettbewerb „Unser Dorf hat Zukunft – unser Dorf soll schöner werden“ gewählt und vertrat damit den Landkreis Regensburg beim Bezirksentscheid 2009.

### Eingemeindungen und Ausgliederungen
Im Zuge der Gebietsreform in Bayern wurden am 1. Januar 1972 die Gemeinden Dietersweg und Kruckenberg jeweils mit allen ihren Gemeindeteilen eingegliedert. Dietersweg brachte die Gemeindeteile Dietersweg, Eckenzell, Eidenzell, Grafenöd, Heilsberg, Hermannsöd, Höhenberg, Kirnberg, Mitterroith, Neuhaus, Pangerlhof, Pinklhof (Oberroith), Ponhof, Rupertsbühl, Sandweg und Wiedenrös ein, Kruckenberg und Lehmhof stammen aus der ehemaligen Gemeinde Kruckenberg. Mit der Gebietsreform erfolgte die Eingliederung in die Verwaltungsgemeinschaft Wörth. Am 1. Januar 1980 erlangte Wiesent aber erneut die Selbstständigkeit. Zum 1. Juli 2014 wurden 4,6262 km² aus dem gemeindefreien Gebiet Forstmühler Forst in die Gemeinde Wiesent umgegliedert.
Bis 1949 war Wörthhof ein Gemeindeteil von Wiesent, der am 23. März 1949 nach Oberachdorf ausgegliedert wurde. Von 1945 bis 1948 kam die Gemeinde Kiefenholz, von der US-amerikanischen Militärregierung veranlasst, vorübergehend zu Wiesent. Am 1. April 1948 war Kiefenholz wieder selbständig.
1946 gehörte die Gemeinde Dietersweg, durch die US-amerikanische Militärregierung veranlasst, kurzzeitig zur Gemeinde Wiesent, danach wurde sie wieder selbständig. Zum 1. Januar 1972 wurde sie mit allen Ortsteilen nach Wiesent eingegliedert.
Von 1945 bis 1948 wurde die Gemeinde Kruckenberg kurzzeitig durch die US-amerikanische Militärregierung nach Wiesent eingemeindet, anschließend war sie wieder selbständig. Zum 1. Januar 1972 wurde sie mit allen Gemeindeteilen nach Wiesent eingegliedert.

### Einwohnerentwicklung
Zwischen 1988 und 2018 wuchs die Gemeinde von 2063 auf 2625 um 562 Einwohner bzw. um 27,2 %.

## Religionen
Wie in der gesamten Oberpfalz ist auch in Wiesent der größte Teil der Bevölkerung römisch-katholisch. Die Katholiken gehören der Pfarrei Mariä Himmelfahrt Wiesent und somit dem Dekanat Donaustauf, das dem Bistum Regensburg zugeordnet ist, an.

## Politik
- CSU: 7
- FAW: 7

### Gemeinderat
Der Gemeinderat besteht aus dem Ersten Bürgermeister und 14 Gemeinderäten. Bei der Kommunalwahl vom 15. März 2020 haben von den 2.159 Stimmberechtigten 1.398 von ihrem Wahlrecht Gebrauch gemacht, womit die Wahlbeteiligung bei 64,75 % lag.

### Bürgermeister
Erste Bürgermeisterin ist seit dem 24. Oktober 2010 Elisabeth Kerscher (CSU). Sie wurde bei der Kommunalwahl vom 15. März 2020 mit 93,19 % der Stimmen wiedergewählt.
- Schellerer (1876–1888)
- Sauerer (1888–1900)
- Gold (1900–1906)
- Rösch (1906–1919)
- Schweiger (1919–1933)
- Fichtl (1933–1934)
- Kehrer (1935–1946)
- Deml (1946–1948)
- Kehrer (1948–1952)
- Deml (1952–1970)
- Kiener (1970–1983)
- Walchshäusl (1983–1990)
- Johann Rösch (1990–2010)
- Elisabeth Kerscher (seit 2010)

Johann (Hans) Rösch wurde am 8. Januar 2011 zum Altbürgermeister ernannt.

### Interkommunale Zusammenarbeit
Im Rahmen der interkommunalen Zusammenarbeit beteiligt sich die Gemeinde in verschiedenen Kooperationen mit der Nachbarstadt Wörth. So übertrug Wiesent das Standesamt nach Wörth, im Gegenzug erhielt Wiesent die Verwaltung des Grundschulverbandes Wörth-Wiesent. Weiter besteht mit der Gemeinde Wörth die Kooperation Zweckverband Kläranlage Wörth a.d.Donau und ebenfalls mit Wörth sowie Brennberg der „Familienstützpunkt Donau.Wald“. Dieses Pilotprojekt wird durch den Freistaat Bayern gefördert und gilt als neue Informations- und Kontaktstelle für Familien. Insgesamt bestehen fünf Kooperationen mit der Stadt Wörth an der Donau.

### Sonstiges
Am 10. Juni 2016 besuchte der Bayerische Ministerpräsident Horst Seehofer anlässlich des 70-jährigen Bestehens des CSU-Kreisverbands Regensburg-Land die Gemeinde Wiesent.

### Wappen
| Wappen der Gemeinde Wiesent | Blasonierung: „Unter silbernem Schildhaupt, darin drei nach links gewendete schwarze Raben, in Blau eine goldene heraldische Lilie.“                                                                                     |
| Wappen der Gemeinde Wiesent | Wappenbegründung: Die drei schwarzen Raben wurden dem Stammwappen der Familie Lintelo entnommen. Die goldene Lilie steht für das Marienpatrozinium der Pfarrkirche Maria Himmelfahrt. Das Wappen wird seit 1977 geführt. |

### Flutpolder Wörthhof
Die Gemeinde Wiesent, zwar nicht unmittelbar von dem vom Bayerischen Staatsministerium für Umwelt und Verbraucherschutz geplanten gesteuerten Flutpolder „Wörthhof“ betroffen, hat sich einstimmig und mit Nachdruck gegen die Pläne der Bayerischen Staatsregierung ausgesprochen, da im Poldergebiet zahlreiche Landwirte aus dem Gemeindegebiet Flächen bewirtschaften. Auch die Landrätin des Landkreises Regensburg Tanja Schweiger zeigt sich skeptisch. Eine seit Jahren herrschende Grundwasserproblematik, hervorgerufen durch die Donau, und die Gefährdung der Trinkwasserversorgung von Wiesent, die sich ebenfalls in der Nähe zu den geplanten Flutpoldern befindet, spreche deutlich dagegen.
Es ist eine starke Protestbewegung namens «IG-Polder» von zahlreichen Landwirten und Bürgern entstanden.
Am 11. April 2015 besuchte die CSU-Bezirksvorsitzende und Sozialministerin Emilia Müller den Ortsteil Kiefenholz um sich mit der Problematik Flutpolder vertraut zu machen.
Durch den nach der Landtagswahl vom 14. Oktober 2018 in Bayern zwischen den Freien Wählern und der CSU geschlossenen Koalitionsvertrag wird das Flutpolderkonzept im Landkreis Regensburg nicht weiter verfolgt. Dies war eine Kernforderung der Freien Wähler. Die frei werdenden finanziellen Mittel sollen in den dezentralen Hochwasserschutz entlang der Donau und aller Zuläufe investiert werden.
→ Geschichte der Donau bei Wörth/Wiesent: Siehe auch Wörth und die Donau

### Granitabbau – Steinbruch im Fürstlichen Thiergarten von Thurn und Taxis
Nachdem bereits seit 2016 ein mittelständisches Bauunternehmen (Fahrner Bauunternehmung GmbH) Interesse am Granitabbau im Fürstlichen Thiergarten, einem Naherholungsgebiet beim Ortsteil Ettersdorf, bekundet hat, wurde am 9. Oktober 2018 beim Landratsamt Regensburg der förmliche Genehmigungsantrag für die Errichtung und den Betrieb eines Granit-Steinbruchs mit einer mobilen Aufbereitungsanlage für das gewonnene Gestein eingereicht. Es wurde eine Interessengemeinschaft gegen dieses Vorhaben gegründet; auch der gesamte Gemeinderat spricht sich dagegen aus.
- Das betroffene Waldgebiet Forstmühler Forst stellt als Bereich des Thiergartens einen besonders schützenswerten Natur- und Erholungsraum dar.
- Der Thiergarten ist seit 1989 ein ausgewiesenes Landschaftsschutzgebiet.

## Kultur und Sehenswürdigkeiten

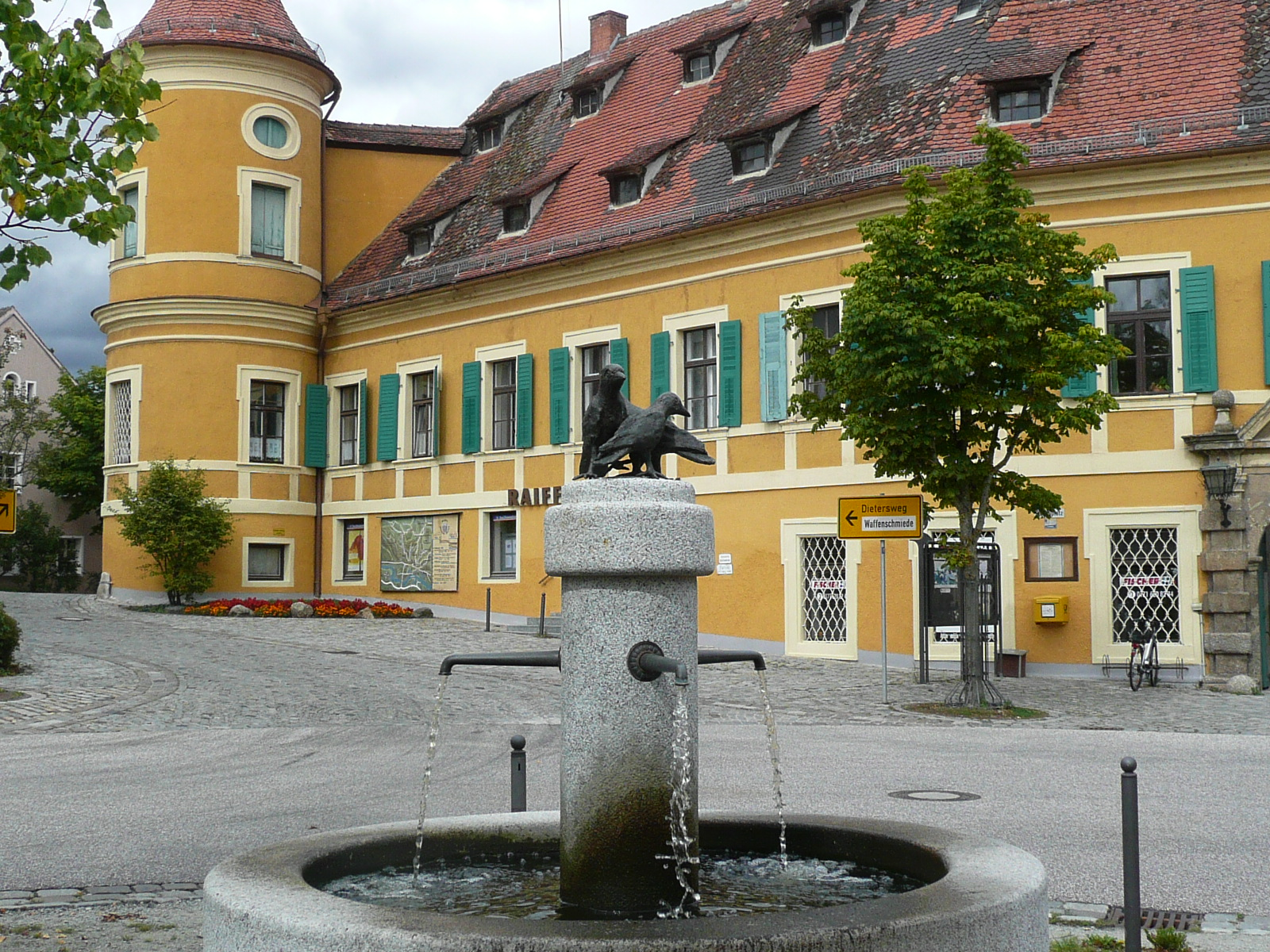
Schloss Wiesent

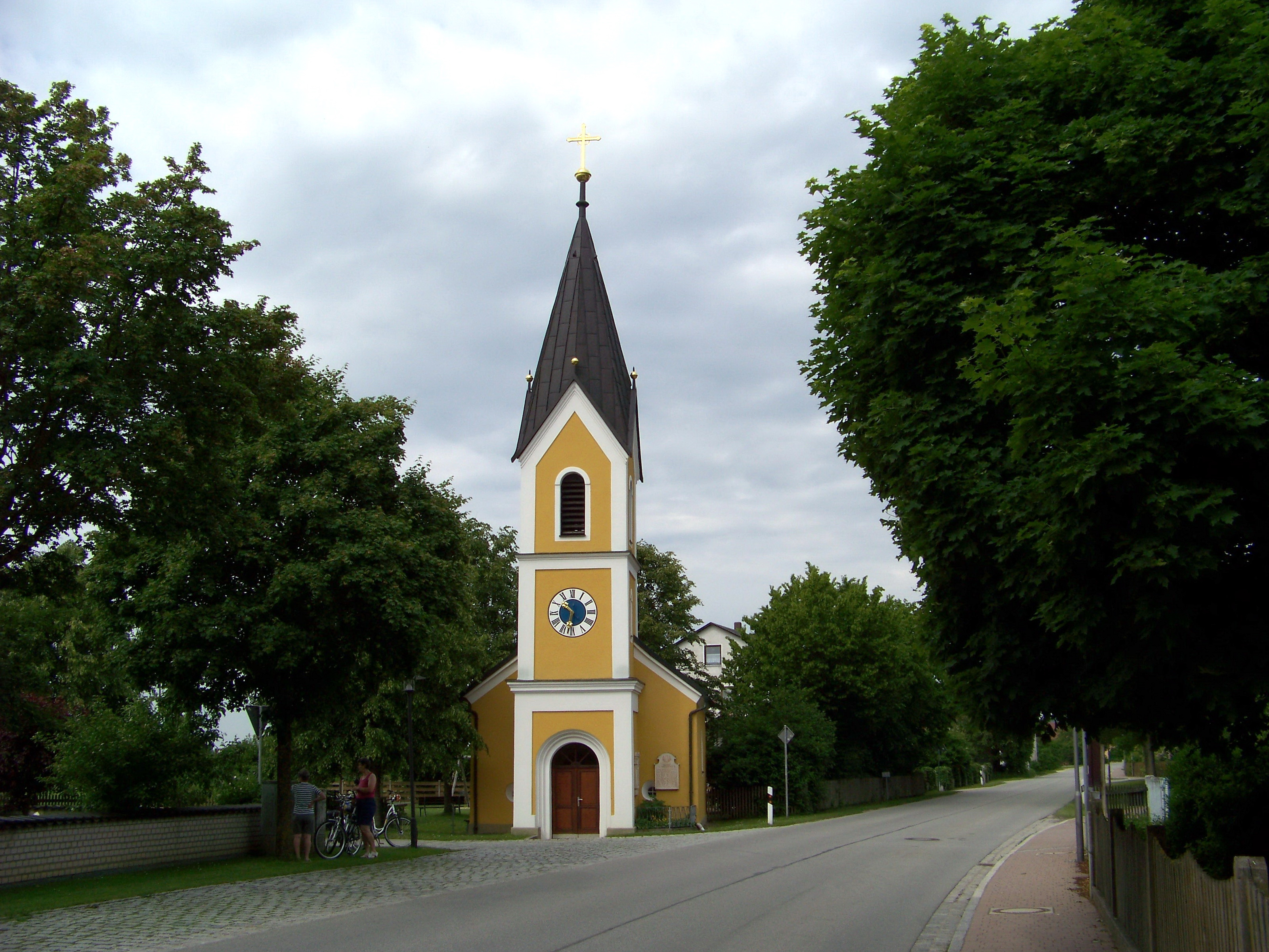
Filialkirche Kruckenberg

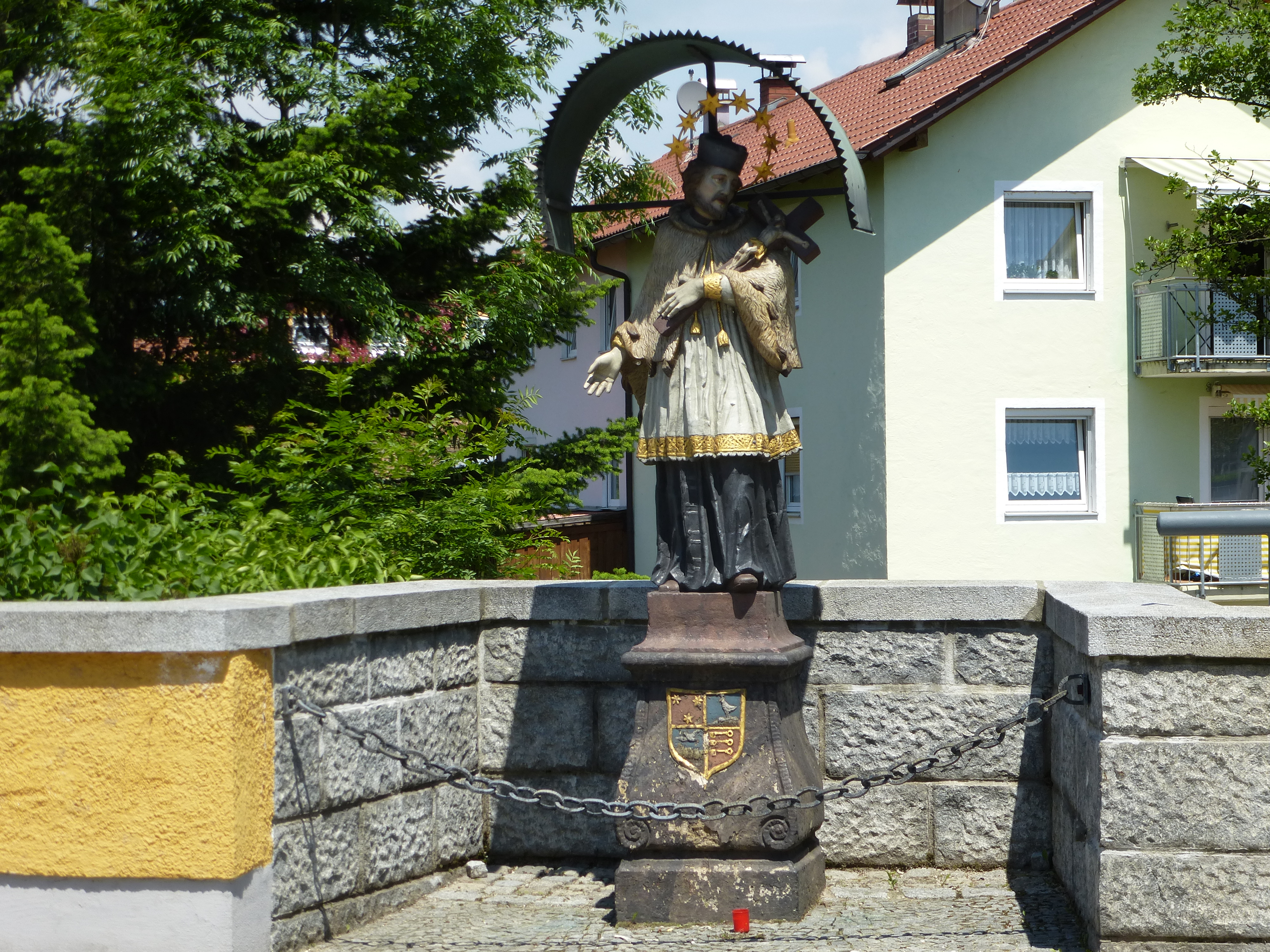
Hl. Nepomuk

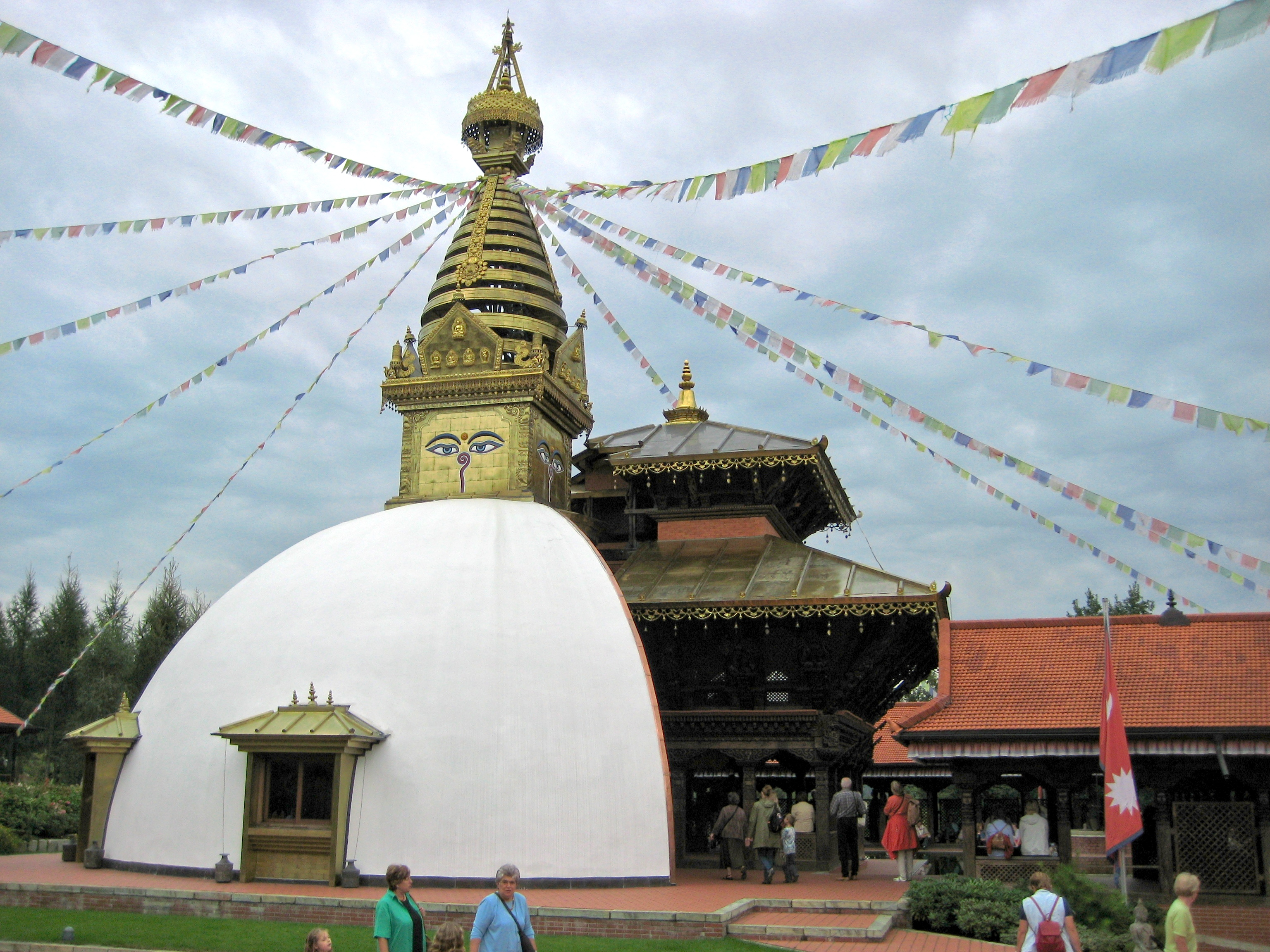
Der Nepal-Himalaya-Pavillon

Zu den ältesten Gebäuden des Ortes zählen die Obermühle und Untermühle, das Schloss sowie der Lieblwirt.

### Burgen und Schlösser
- Burgstall Neuhaus, eine abgegangene Burg auf dem Gipfelplateau des Heilsberges; 1213 wurde der Weiterbau der Burg eingestellt.
- Die Burgruine zu Heilsberg (nahe dem Pangerlhof), erstmals Mitte des 12. Jahrhunderts erwähnt, von den Truchsessen von Heilsberg und Eggmühl erbaut, im 16. Jahrhundert aufgegeben. Heute sind nur noch Teile von Bergfried und Ringmauer erhalten. Seit 2005 finden Arbeiten zur Erhaltung der Ruine durch den „Förderverein zur Erhaltung der Burgruine Heilsberg e. V.“ statt.
- Schloss Wiesent: Der langgestreckte Bau mit zwei Ecktürmen wurde von den Herren von Wiesent erbaut, spätere Besitzer waren die Herren von Falkenberg, Graf Thimon von Lintelo und die Fürsten von Thurn und Taxis. Nach teilweiser Zerstörung um 1630 wurde es bis 1695 wiederaufgebaut. Heute befindet sich das Schloss in Privatbesitz und enthält mehrere Wohnungen und Geschäfte.
- Der Hudetz-Turm (im Schloss Wiesent): Hudetz-Museum und Hudetz-Gedenkstätte sowie Raum für Ausstellungen und Dokument früherer Raum- und Wohnverhältnisse.
- Jagdschloss Ettersdorf: Heute in Privatbesitz; das aus dem 18. Jahrhundert stammende Wirtschaftsgebäude (Ettersdorf 1) ist ein traufständiger Steildachbau aus Bruchstein und Ziegel.

### Kirchen und Klöster
- Kloster Heilsberg (Gebäude nicht mehr existent)
- Kath. Pfarrkirche Mariä Himmelfahrt: Von der ursprünglichen Kirche ist noch der barocke Chor aus dem Jahr 1707 erhalten. Der Turm wurde nach einem Brand 1818 neu errichtet. Das Gotteshaus wurde durch ein modernes Kirchenschiff im Jahr 1973 erweitert und restauriert.
- Kath. Nebenkirche St. Bartholomäus Dietersweg: Traufständiger Saalbau mit eingezogenem Chor und Fassadenturm mit Spitzdach, neugotisch, bez. 1896; mit Ausstattung. 1902 Einweihung der Kirche.
- Kath. Filialkirche St. Matthäus Kruckenberg: Saalbau mit abgewalmten Satteldach und Fassadenturm mit Spitzdach, klassizistisch, 1845; mit Ausstattung.
- Kath. Nebenkirche Mariä Heimsuchung Wiesent (sog. Lindenkapelle): Giebelständiger Saalbau mit eingezogener Apsis, Giebeldachreiter mit Zwiebelhaube, Putzgliederungen und Schindeldachung, neugotisch, 1831–32; mit Ausstattung.

### Bauwerke
- Haus Hermannsberg: Bildungs- und Freizeithaus der Katholischen Jugendfürsorge der Diözese Regensburg.
- Auf der Martiniplatte in Wiesent wurde 2003 der Nepal-Himalaya-Pavillon der Expo 2000 in Hannover wieder aufgebaut und ist seitdem für die Öffentlichkeit zu bestimmten Öffnungszeiten zugänglich. Rund um den Pavillon wurde ein Schau- und Sichtungsgarten mit mehr als 2500 verschiedenen Pflanzenarten angelegt.

### Plätze
- Historischer Schlossplatz (Dorfplatz) mit Dorfbrunnen und Kriegerdenkmal.

### Sonstiges
- Figur des hl. Nepomuk auf Wappensockel (Brücke Nähe Schlossplatz): Sandstein, spätbarock, um 1760.
- Sommerkeller: Seit 1812 war der Äußere Sommerkeller dem Schloss Wiesent zugehörig. Später erfolgte eine Nutzung durch eine Brauerei, die sich im Schloss befand sowie einer örtlichen Gastwirtschaft zur Bierlagerung. 1994 wurde im Rahmen der Dorfplatzneugestaltung das Areal erworben und anschließend der Keller nutzbar gemacht. Seit 2011 finden dort öffentliche Veranstaltungen gesellschaftlicher und kultureller Art statt.
- 1925 wurden zahlreiche sehenswerte und alte schmiedeeiserne Kreuze rund um die Kirche aufgestellt.

### Natur

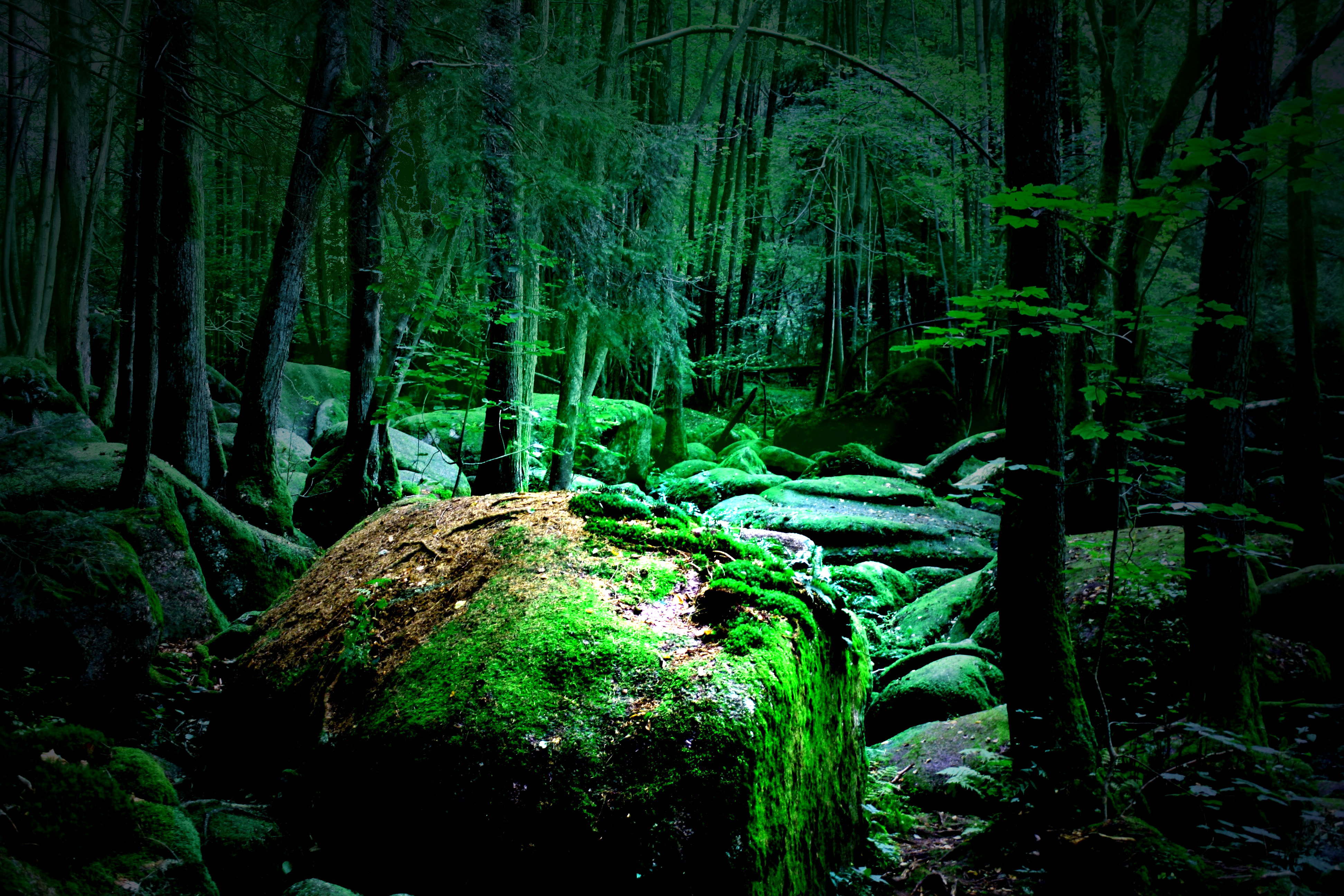
Höllbachtal Naturschutzgebiet Hölle

In der Gemeinde befindet sich ein Teil des Naturschutzgebiets Hölle.
Entlang der Staatsstraße nach Regensburg, zwischen Wiesent und Sulzbach, erstreckt sich in der Hügellandschaft des Bayerischen Vorwaldes ein großes geschlossenes Waldgebiet, der Fürstliche Thiergarten von Thurn und Taxis. Der Wildpark zählt zu den schönsten und gewaltigsten in Deutschland. Er ist komplett eingezäunt, 2800 Hektar groß, mit Rehen, Hirschen, Wildschweinen, Luchsen, Bibern, Fischottern, Schwarzstörchen und anderen Tieren.
Er wurde 1813 als Jagdwald der Fürsten zu Thurn und Taxis angelegt.

### Sport und Vereine
In Wiesent gibt es gut ausgebaute Sportstätten und ein reiches Vereinsleben u. a.:
- Sportverein Wiesent (SV Wiesent), gegründet 1933. Die Volleyballmannschaft spielt in der Saison 2020/21 in der Landesliga.[28][29]
- Schützenverein Edelweiß Wiesent (Luftgewehrschießen), gegründet 1882.
- Imkerverein, gegründet 1894.

Die Freiwillige Feuerwehr Wiesent (gegründet 1874) sowie die Freiwilligen Feuerwehren der Ortsteile Kruckenberg (gegründet 1889) und Dietersweg (gegründet 1896) sorgen für den Brandschutz und die allgemeine Hilfe im Gemeindegebiet und darüber hinaus.
Gut Waffenschmiede
Auf Gut Waffenschmiede befinden sich zahlreiche Pferdesportmöglichkeiten. Integriert ist eine Dressur- und Reithalle, Außenreit- und Longierplatz sowie Koppel und ein Reiterstüberl.

### Freizeit
Im Gemeindegebiet gibt es viele Rad- und Wanderwege. Wiesent befindet sich am Donau-Panoramaweg. Dieser Wanderweg ist 220 km lang und führt von Neustadt an der Donau nach Passau. Das nächste Hallenbad befindet sich in Wörth an der Donau.

### Regelmäßige Veranstaltungen
- 1. Mai: Traditionelles Maibaumaufstellen am Schlossplatz durch die KLJB Wiesent
- Jährlicher Weihnachtsmarkt mit zahlreichen Ausstellern und großen Rahmenprogramm am Dorfplatz
- Jährlicher Josefimarkt (Frühjahrs- und Künstlermarkt mit lebenden Werkstätten und rund 90 Ausstellern)

Überdies finden zahlreiche Veranstaltungen der örtlichen Vereine sowie kulturelle und gesellschaftliche Events im Sommerkeller statt.

### Musik
In der Dorfgemeinde besteht seit langer Zeit ein Kirchenchor sowie die bayerische Musikkapelle „Kerscher-Musikanten“. Auch gibt es einen Kinderchor und den Damenchor „Swimmy“.

### Kulturinitiative – Donau.Wald.Kultur
Es besteht mit den Nachbargemeinden Wörth und Brennberg sowie der Gemeinde Pfatter und Rettenbach die interkommunale Kulturinitiative „Donau.Wald.Kultur“. Seit dem Jahr 2012 wird dabei ein vielfältiges Programm mit Künstlern verschiedener Richtungen angeboten.

## Wirtschaft und Infrastruktur

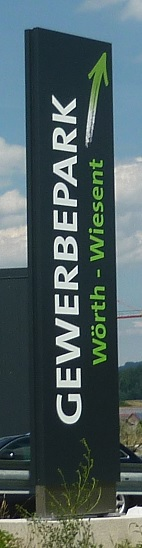
Gewerbe-Park Wörth-Wiesent

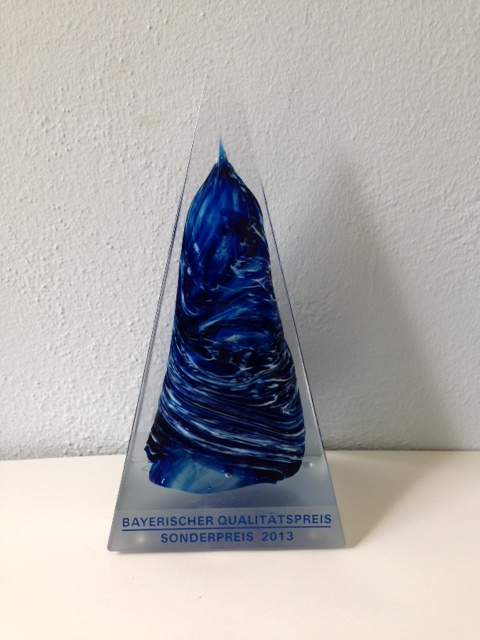
Bayerischer Qualitätspreis Sonderpreis 2013

In Wiesent gibt es eine gute ärztliche Versorgung, eine Tagespflege mit ambulanten Pflegedienst des BRK, eine Postagentur, überdies sind zahlreiche Handels-, Handwerks- und Dienstleistungsbetriebe angesiedelt.

### Gewerbepark Wörth-Wiesent
Am 14. Januar 2010 wurde die interkommunale Zusammenarbeit mit der Nachbargemeinde Stadt Wörth an der Donau beschlossen.
Aus dieser Zusammenarbeit ging noch im selben Jahr die Einrichtung des 160.000 Quadratmeter großen „Gewerbeparks Wörth-Wiesent“ hervor.

### Bayerischer Qualitätspreis
Für dieses gemeinsame Projekt erhielt Wörth mit Wiesent den Bayerischen Qualitätspreis Sonderpreis 2013 „für besonders wirtschaftsfreundliche und innovative Kooperationsprojekte mehrerer Kommunen mit Modellcharakter“.
Dieser Gewerbepark ist verkehrsgünstig direkt neben der Bundesautobahn 3 Ausfahrt Wörth/Wiesent (AS 104a) gelegen. Es haben sich bereits zahlreiche Handwerks- und Dienstleistungsbetriebe sowie das produzierende Gewerbe angesiedelt.

### Weinbau

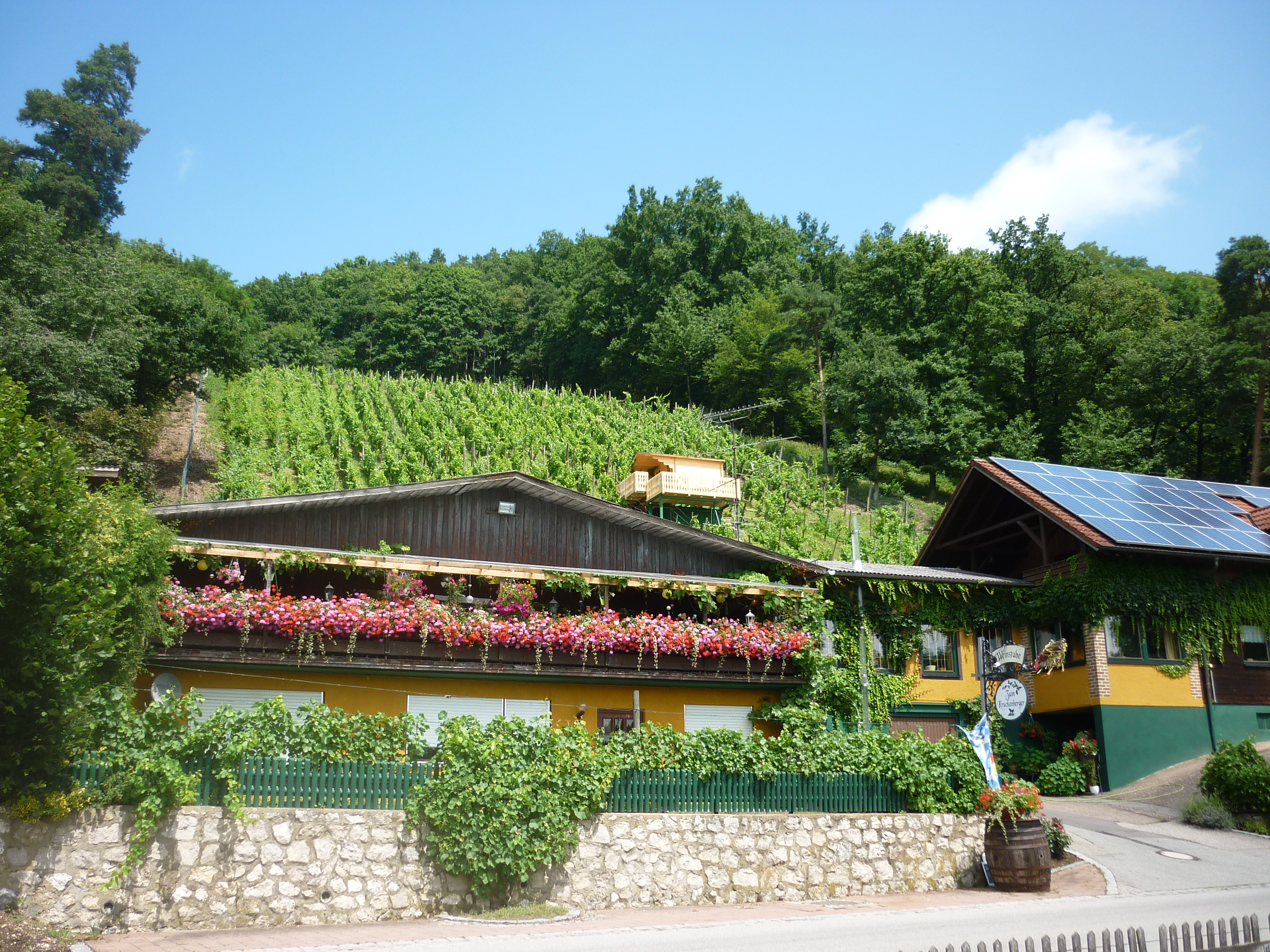
Weinstube in Kruckenberg an der Weinroute

In den Weinbergen im Ortsteil Kruckenberg gedeiht der Baierwein, der bereits im 8. Jahrhundert in einer Urkunde erwähnt wurde; zahlreiche Weinlokale sind hier anzutreffen. In der Gemeinde Wiesent wurde nach einer alten Urkunde der Weinbau um das Jahr 1100 eingeführt. Das Dorf liegt im zweitkleinsten Weinanbaugebiet Deutschlands und dem kleinsten in Bayern, an der Weinroute, die mit 20 Kilometer Länge die kürzeste Weinstraße Deutschlands ist.

### Verkehr
Etwa einen Kilometer südlich von Wiesent führt die Bundesautobahn 3 mit dem Autobahnanschluss Wörth/Wiesent (AS 104a) vorbei.
Durch die Lage an der Kreisstraße R 42 ist eine direkte Anbindung in den Falkensteiner Vorwald sowie nach Falkenstein und Cham gegeben.
In Nord-Süd-Richtung führt die Staatsstraße 2146 aus Richtung Cham kommend über Wörth und Wiesent weiter über die Donaubrücke Wörth–Pfatter zur Bundesstraße 8 und Richtung Sünching. In West-Ost-Richtung verläuft die St 2125 von Regensburg über Wiesent und Wörth weiter nach Straubing.

### Medien
In der Gemeinde erscheint die Donau-Post, eine Lokalausgabe (Kopfblatt) des Straubinger Tagblatts und der Wörther Anzeiger, eine Lokalausgabe der Mittelbayerischen Zeitung sowie das Regensburger Wochenblatt, eine Ausgabe der Wochenblatt Verlagsgruppe.
Im Gemeindegebiet können neben den überregionalen Programmen auch die Radiosender Radio Charivari, Radio Gong FM, Radio AWN und der regionale Fernsehsender TVA empfangen werden.

### Öffentliche Einrichtungen
- Bürgerhaus[33]
- Kindergarten
- Zwergerltreff
- Jugendraum
- Gemeindebücherei
- Wertstoffhof

### Bildung
- Grundschule Wörth-Wiesent mit elf hauptamtlichen Lehrkräften und 234 Schülern (Stand 2015/2016).[34]

Mittelschulverbund:
Im Rahmen der interkommunalen Zusammenarbeit wurde im April 2010 der Mittelschulverbund Vorderer Bayerischer Wald – Donautal gegründet. Dieser Schulverbund gilt als Vorzeigeprojekt landkreis- und bezirksübergreifend.
Die Mitglieder des Schulverbundes sind:
- Mittelschulverband Wörth-Wiesent, bestehend aus der Stadt Wörth an der Donau, Gemeinde Wiesent, Gemeinde Pfatter, Gemeinde Bach an der Donau
- Mittelschulverband Falkenstein, bestehend aus dem Markt Falkenstein, Gemeinde Rettenbach, Gemeinde Brennberg
- Gemeinde Wiesenfelden

## Wiesenter Heimatlied
Komponiert von Pfarrer Tiberius Burger
1. Strophe:
Wo des Hermannsberges Gipfel

Ragt ins klare Himmelsblau,

Wo ein freundlich Dörflein grüßet

In den weiten Donaugau, 

In der lieben Heimat mein,

Möchte ich immer, immer sein.

## Persönlichkeiten

### Träger des Bundesverdienstkreuzes
- 2019, 2. September: Reinhard Rengsberger, Sportfunktionär beim SV Wiesent, Bayer. Landes-Sportverband und Bayer. Fußball-Verband

### Träger der Bundesverdienstmedaille
- 2014, 6. August: Peter Lutz, Ortsheimatpfleger, Kreisheimatpfleger mit Schwerpunkt Bau- und Denkmalpflege.

### Ehrenbürger
- 1903, 14. Januar: Alois Flierl, Lehrer
- 1928, 5. Dezember: Anton Doeberl, Pfarrer
- 1950, 2. Juni: Tiberius Burger, Pfarrer
- 1952, 4. Juli: Johann Rösch, Bürgermeister von 1919 bis 1933
- 1952, 4. Juli: Wolfgang Kehrer, Bürgermeister von 1935 bis 1946
- 1970; 10. April: Karl Anton Hudetz (* 29. März 1890; † 16. Februar 1977), Maler und Grafiker
- Johann Walchshäusl (* 25. April 1917; † Oktober 2005), Bürgermeister von 1983 bis 1990[36]
- 2015, 2. Mai: Johann (Hans) Rösch, Bürgermeister von 1990 bis 2010, Altbürgermeister

### Träger der Bürgermedaille
Die Bürgermedaille der Gemeinde Wiesent wird laut Satzung vom 21. Januar 2020 für außerordentliche Verdienste um das Wohl oder das Ansehen der Gemeinde verliehen. 1. Bürgermeister und die Gemeinderatsmitglieder können geeignete Persönlichkeiten vorschlagen. Die Verleihung beschließt der Gemeinderat mit Zweidrittelmehrheit. Die Bürgermedaille ist in Silber geprägt, zeigt auf der Vorderseite das Wappen der Gemeinde Wiesent mit Aufschrift „Gemeinde Wiesent“ und auf der Rückseite „Dank und Anerkennung für besondere Verdienste“.
- 2021, 11. Juli: Peter Lutz, Ortsheimatpfleger, Kreisheimatpfleger mit Schwerpunkt Bau- und Denkmalpflege.[38][39][40]

### Söhne und Töchter der Gemeinde
- Johann Rödl (* 10. September 1818 in Wiesent; † 1895), Orgelbauer
- Thadäus OCap. (* 26. Januar 1858 in Wiesent; † 10. Juni 1926 in Bogotá), Benediktiner, Pater und Pfarrer von Río Bueno, auch bekannt als „Wasser-Doktor“
- Markus Rupprecht (* 1981), Organist und Hochschullehrer

### Mit Gemeinde verbunden
- Johanna Antida Thouret (1765–1826), 1934 heiliggesprochen, bezog 1796 mit den Solitariern das Schloss Ettersdorf und blieb dort längere Zeit.[41]